# 明王 (馬韓)
明王（みんおう、または韓武、? - ?）は、第5代馬韓王。王在位期間は、紀元前144年 - 紀元前113年。諡は明王（朝鮮語: 명왕）。諱は武（朝鮮語: 무）。王位は孝王（亨）が継承。